# Exit Planet Dust
Exit Planet Dust is het debuutalbum van het Britse elektronica duo The Chemical Brothers. Het album kwam op 26 juni 1995 uit in het Verenigd Koninkrijk en op 15 augustus 1995 uit in de Verenigde Staten. De titel refereert aan het vertrek van hun vorige naam "The Dust Brothers".
Op 1 januari 1996 werd het album door het BPI tot platinum gecertificeerd.
In 2004 kwam het album uit in een gelimiteerde box set, samen met hun Dig Your Own Hole album uit 1997, als onderdeel van EMI's "2CD Originals"-collectie.

## Nummers
Alle muziek en teksten zijn geschreven door Tom Rowlands en Ed Simons. 
| 1.                 | Leave Home                      | 5:32 |
| 2.                 | In Dust We Trust                | 5:17 |
| 3.                 | Song to the Siren               | 3:16 |
| 4.                 | Three Little Birdies Down Beats | 5:38 |
| 5.                 | Fuck Up Beats                   | 1:25 |
| 6.                 | Chemical Beats                  | 4:50 |
| 7.                 | Chico's Groove                  | 4:48 |
| 8.                 | One Too Many Mornings           | 4:13 |
| 9.                 | Life Is Sweet (met Tim Burgess) | 6:33 |
| 10.                | Playground for a Wedgeless Firm | 2:31 |
| 11.                | Alive Alone (met Beth Orton)    | 5:16 |
| Totale duur: 49:25 |                                 |      |

## Bezetting
- Tom Rowlands - Diskjockey
- Ed Simons - Diskjockey

## Trivia
- In het begin van het nummer "Leave Home" komt een kort sample voor van het Kraftwerk nummer "Ohm Sweet Ohm" van hun album Radio-Activity. De tekstsample komt uit de track Brothers Gonna Work it Out van Blake Baxter.
- De zang sample in het nummer "Song to the Siren" komt bewerkt uit het het Dead Can Dance nummer "Song of Sophia" van hun album The Serpent's Egg.
- Het nummer "Song to the Siren" is live opgenomen.

## Album Top100
| "Exit Planet Dust" in de Nederlandse Album Top 100 - binnen: 05-08-1995 | "Exit Planet Dust" in de Nederlandse Album Top 100 - binnen: 05-08-1995 | "Exit Planet Dust" in de Nederlandse Album Top 100 - binnen: 05-08-1995 | "Exit Planet Dust" in de Nederlandse Album Top 100 - binnen: 05-08-1995 | "Exit Planet Dust" in de Nederlandse Album Top 100 - binnen: 05-08-1995 | "Exit Planet Dust" in de Nederlandse Album Top 100 - binnen: 05-08-1995 | "Exit Planet Dust" in de Nederlandse Album Top 100 - binnen: 05-08-1995 | "Exit Planet Dust" in de Nederlandse Album Top 100 - binnen: 05-08-1995 | "Exit Planet Dust" in de Nederlandse Album Top 100 - binnen: 05-08-1995 | "Exit Planet Dust" in de Nederlandse Album Top 100 - binnen: 05-08-1995 |
| Week                                                                    | 1                                                                       | 2                                                                       | 3                                                                       | 4                                                                       | 5                                                                       | 6                                                                       | 7                                                                       | 8                                                                       | 9                                                                       |
| ----------------------------------------------------------------------- | ----------------------------------------------------------------------- | ----------------------------------------------------------------------- | ----------------------------------------------------------------------- | ----------------------------------------------------------------------- | ----------------------------------------------------------------------- | ----------------------------------------------------------------------- | ----------------------------------------------------------------------- | ----------------------------------------------------------------------- | ----------------------------------------------------------------------- |
| Nummer                                                                  | 98                                                                      | 88                                                                      | 82                                                                      | 80                                                                      | 77                                                                      | 81                                                                      | 92                                                                      | 89                                                                      | 90                                                                      |